# Neuhaus am Rennweg

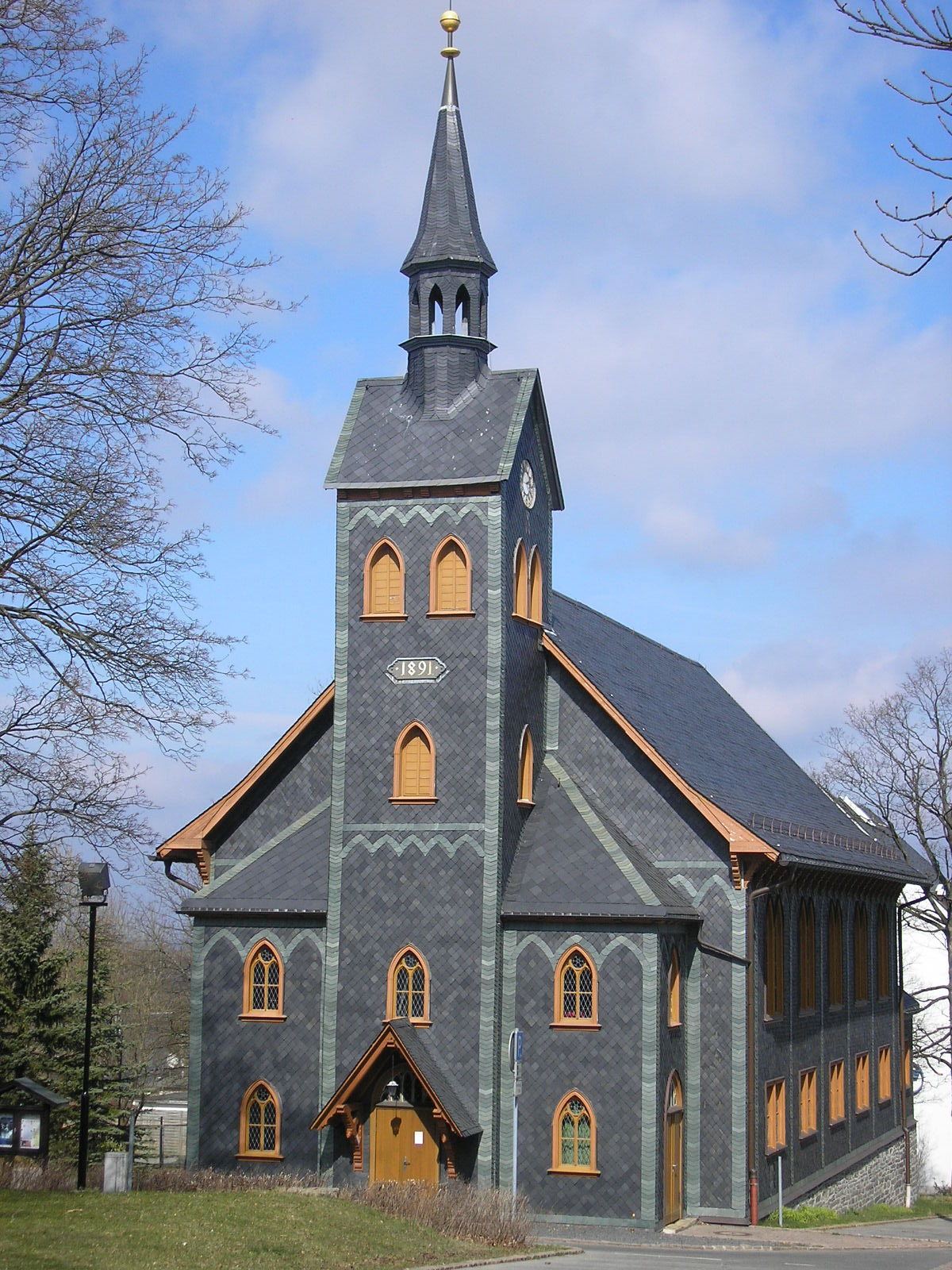
Stadtkirche Neuhaus am Rennweg

Neuhaus am Rennweg ist eine Kleinstadt in Thüringen im Landkreis Sonneberg.

## Geographie
Die Stadt liegt im Thüringer Schiefergebirge, unmittelbar am Rennsteig. Neuhaus ist einer der höchstgelegenen Orte Thüringens. Als Neuhaus Kreisstadt war, galt es als höchstgelegene Kreisstadt der DDR. Der Teil südlich des Rennsteiges wird zur Steinach und damit zum Rhein entwässert, während der nördliche Teil im Einzugsgebiet der Schwarza bzw. der Elbe liegt.

### Nachbargemeinden
Im Uhrzeigersinn, beginnend im Norden: Meura, Saalfeld/Saale, Gräfenthal, Sonneberg, Lauscha, Steinach, Frankenblick, Schalkau, Eisfeld, Goldisthal, Katzhütte, Cursdorf, Deesbach.

### Stadtgliederung
Gemäß Hauptsatzung der Stadt Neuhaus am Rennweg vom 14. März 2019 besteht die Stadt Neuhaus am Rennweg aus den acht Ortsteilen Neuhaus am Rennweg, Steinheid, Limbach, Neumannsgrund, Scheibe-Alsbach, Siegmundsburg, Lichte und Piesau. Dabei besteht der Ortsteil Neuhaus am Rennweg aus den Gemarkungen Neuhaus, Igelshieb und Schmalenbuche, Scheibe-Alsbach aus den Gemarkungen Scheibe und Alsbach, sowie Lichte aus den Gemarkungen Lichte, Bock und Teich, Wallendorf und Geiersthal. Alle anderen Ortsteile bilden jeweils eine Gemarkung.

### Klima
Das Klima in Neuhaus ist sehr rau mit sehr schneereichen Wintern und kalten, feuchten Sommern. Der Ort hält seit Mai 1996 mit 242 Stunden (zehn Tagen) den deutschen Rekord der längsten durchgängigen Nebelperiode.
|                       | Jan   | Feb  | Mär  | Apr  | Mai  | Jun  | Jul   | Aug  | Sep  | Okt  | Nov   | Dez   |   |         |
| Mittl. Tagesmax. (°C) | −0,5  | 0,4  | 4,3  | 9,6  | 14,1 | 17,1 | 19,4  | 19,2 | 14,3 | 9,2  | 3,7   | 0,3   | ⌀ | 9,3     |
| Mittl. Tagesmin. (°C) | −4,6  | −4,8 | −1,8 | 2,5  | 6,0  | 9,5  | 11,6  | 11,1 | 8,0  | 4,0  | 0,2   | −3,1  | ⌀ | 3,3     |
|                       |       |      |      |      |      |      |       |      |      |      |       |       |   |         |
| Niederschlag (mm)     | 113,5 | 90,9 | 87,9 | 67,8 | 81,8 | 86,6 | 122,7 | 84,3 | 91,9 | 91,4 | 102,9 | 133,8 | Σ | 1.155,5 |

| −4,6 |

| −4,8 |

| −1,8 |

| 2,5 |

| 6,0 |

| 9,5 |

| 11,6 |

| 11,1 |

| 8,0 |

| 4,0 |

| 0,2 |

| −3,1 |

| −4,6 |

| −4,8 |

| −1,8 |

| 2,5 |

| 6,0 |

| 9,5 |

| 11,6 |

| 11,1 |

| 8,0 |

| 4,0 |

| 0,2 |

| −3,1 |

## Geschichte

### Schmalenbuche, Igelshieb und das Herrenhaus „Neuhaus“
Das Gebiet von Neuhaus trat 1366 durch Nennung eines Grenzbaumes „Schmalenbuche“ und eines benachbarten Jagdhauses „Vogelherd“ in einem schwarzburgischen Amtsbuch erstmals in Erscheinung. Bereits zu dieser Zeit verlief über den Rennsteig der alte Kammweg zwischen den noch ursprünglichen Wäldern.
Der Bau eines Wildenstalls im Jahre 1571 begründete die Aufzucht von Pferden. Die benötigten Waldwiesen und Brachen bildeten sich als Folge der Köhlerei und der ersten Glashüttengründungen aus. Diese Flächen waren für den Ackerbau ungeeignet, da die Feldfrüchte nicht ausreifen konnten. 1668 bis 1673 ließ Graf Albrecht Anton von Schwarzburg-Rudolstadt das Jagdhaus „Neues Haus“ nebst einer kleinen Barockkirche erbauen. Auerwild und Rotwild waren zu dieser Zeit noch häufig zu jagen. Die Pferdezucht wurde ausgeweitet und zum gräflichen Gestüt erhoben. Neben dem Herrenhaus wurde eine Reitbahn zum Trainieren der Pferde und Vorführen von Reitübungen angelegt.
Im Jahr 1607 wurde durch die Erteilung einer Konzession zur Errichtung einer Glashütte unweit der gräflichen Anlage die Glasmachersiedlung Schmalenbuche gegründet. Der Lauschaer Glasmeister Christoph Müller, den der regierende Graf in Schwarzburg-Rudolstadt Albrecht VII. ca. 15 Jahre zuvor noch unter heute unbekannten Umständen ins Gefängnis bringen ließ, erwarb mit seinen Söhnen Stephan und Hans am 15. Juni 1607 von dessen Sohn, Graf Karl Günther von Schwarzburg-Rudolstadt, 115 Acker Wald. Sie errichteten die Glashütte, drei Wohnhäuser, einen Schuppen und ein Pochwerk und begründeten damit den Ort Schmalenbuche. 1607 ist für die Gemeinde das offizielle Gründungsjahr.
1732 ging der Ort Igelshieb aus einer der verstreut liegenden Köhlersiedlungen hervor, die nach einem Waldbrand im Jahr 1624 entstanden sein sollen. Der Ort gehörte zur Zeit seiner Entstehung dem Herzogtum Sachsen-Coburg an und kam 1735 zu Sachsen-Meiningen. Auf einem abgelegenen sachsen-meiningischen Flurstück, südlich des Rennsteigs näher der Siedlung am schwarzburgischen Neuen Haus an der Nordseite des Rennsteigs gelegen, errichteten die Glasmeister Stephan und Johann Greiner aus Lauscha 1736 die Glashütte Glücksthal. Igelshieb und Glücksthal waren nach Lauscha eingepfarrt. 1740 wurde Igelshieb nach Neuhaus gepfarrt, 1841 wieder nach Lauscha. 1840 erhielt Igelshieb eine Schule. Vorher waren die Kinder nach Schmalenbuche geschult. 1850 hatte Igelshieb 2 Hauptgebäude, 50 Häuser und 376 Einwohner. Die klimatisch ungünstige Lage bot auch hier keine Möglichkeit zur Landwirtschaft, die Bewohner waren neben Holzbauern, Waldarbeitern und Köhlern Spielzeugmacher und Glasbläser, die besonders von der Glasperlenherstellung (Fischperlen) für den Fabrikanten Friedemann Greiner lebten.

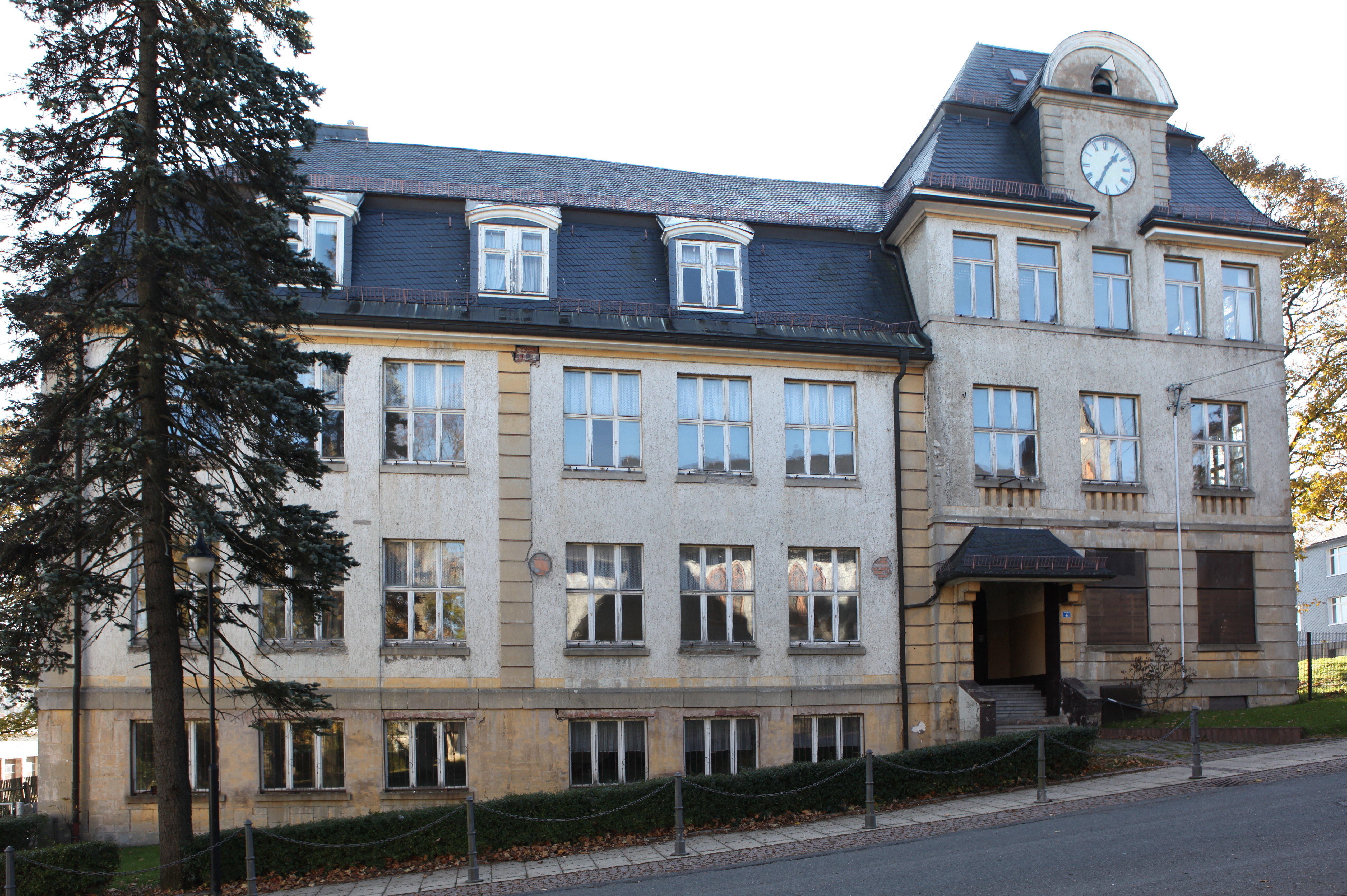
Denkmalgeschütztes, ehemaliges Schulhaus

Der um das Herrenhaus oberhalb von Schmalenbuche entstehende Ort erhielt 1729 das Recht, einen Jahrmarkt abzuhalten. Der Marktflecken am Neuen Haus – später kurz Neuhaus – zog weitere Waldarbeiter an, 1775 hatte Neuhaus bereits 53 Häuser, meist als Blockhaus errichtet. Die Bewohner nutzten alle damals gebräuchlichen Möglichkeiten der Waldbewirtschaftung: Neben Köhlern, Pottaschbrennern und Glasmachern gab es auch Kienrußbrenner, Harzscharrer, Kustelölmacher (Terpentingewinnung aus Fichtenzapfen), Zimmerleute und Holzfäller. Ihre Versorgung übernahmen Fuhrleute, ein Schankwirt, Bäcker und ein Metzger.
Die Glasindustrie versprach die höchsten Erträge, daher entstand nach der 1838 aufgegebenen Greinerschen Tochtergründung Glücksthal 1829 noch die Bernhardsthaler Tafelglashütte. Bis 1853 ist der Betrieb in Bernhardsthal noch belegt, die Bewohner verließen dann beide abgelegenen Orte und die Gebäude wurden abgerissen.
In Neuhaus hatte man bereits 1809 mit dem Betrieb einer Steingutfabrikation begonnen, daraus entwickelte sich die Porzellanindustrie von Neuhaus. Die im Ort arbeitenden Glasbläser hatten sich auf die Fertigung von Glasflaschen für Essenzen und Parfüm (Flakons) spezialisiert, die mit Farbglasfäden verzierten Fläschchen waren gefragt. Die im 19. Jahrhundert entstehende „Glasindustrie“ fand überwiegend in kleinen Werkstätten in den Wohnhäusern der Neuhäuser statt. Verleger übernahmen den Verkauf der Ware in den Großstädten. 1862 wurde in Neuhaus eine Poststation der Thurn und Taxischen Postgesellschaft eröffnet, sie lag an der Postroute Saalfeld–Sonneberg.
Die ersten gewerkschaftlichen Gruppen und Arbeitersportvereine sind erst um 1900 entstanden, 1913 schloss sich der Turnverein dem Arbeiter-Turn- und Sportbund an. Jährlich stattfindende Turnfeste boten den Neuhäusern Gelegenheit zu sportlicher Betätigung.
Bis 1920 gehörten Neuhaus und Schmalenbuche zum Amtsgerichtsbezirk Oberweißbach, ab 1832 Amt Oberweißbach, im fürstlich-schwarzburgischen Landratsamt Königsee (Schwarzburg-Rudolstädter Oberherrschaft). Igelshieb war wie das verlassene Anwesen Bernhardsthal Teil des Kreises Sonneberg im Herzogtum Sachsen-Meiningen. Am 1. April 1923 folgte der Zusammenschluss von Schmalenbuche, Igelshieb und Neuhaus zur Gemeinde Neuhaus am Rennweg-Igelshieb und die Eingliederung in den Landkreis Sonneberg. 1933 erhielt der Ort, nun offiziell Neuhaus am Rennweg bezeichnet, das Stadtrecht.

### Die Stadt Neuhaus am Rennweg
Von 1929 an war Otto Engert, Mitglied der KPO, Bürgermeister des Ortes, bis er 1931 aufgrund von Verordnungen des nationalsozialistischen Innenministers Thüringens Wilhelm Frick sein Amt verlor. Seit den 1970er Jahren erinnert ein Straßenname an ihn. Nachfolger von Engert wurde Willy Schreier, der bis 1945 als Bürgermeister amtierte.
Seit 1932 wirkte im Ort der evangelische Pfarrer Paul Friederich, der der Bekennenden Kirche (BK) angehörte. Nach diffamierenden Angriffen durch die NSDAP wurde er 1935 von der Deutsch-Christlichen Kirchenleitung nach Leislau zwangsversetzt, später verhaftet und aus der Landeskirche entlassen. Sein Nachfolger Hans Brunotte setzte die Arbeit der BK fort, indem er in der Gaststätte Waldhaus christliche Unterweisung und Gottesdienst durchführte. Auch Brunotte wurde verfolgt und 1937 von der Gestapo des Landes verwiesen. Nach Schließung des Waldhauses fanden Gottesdienste in einem Fabrikschuppen statt.

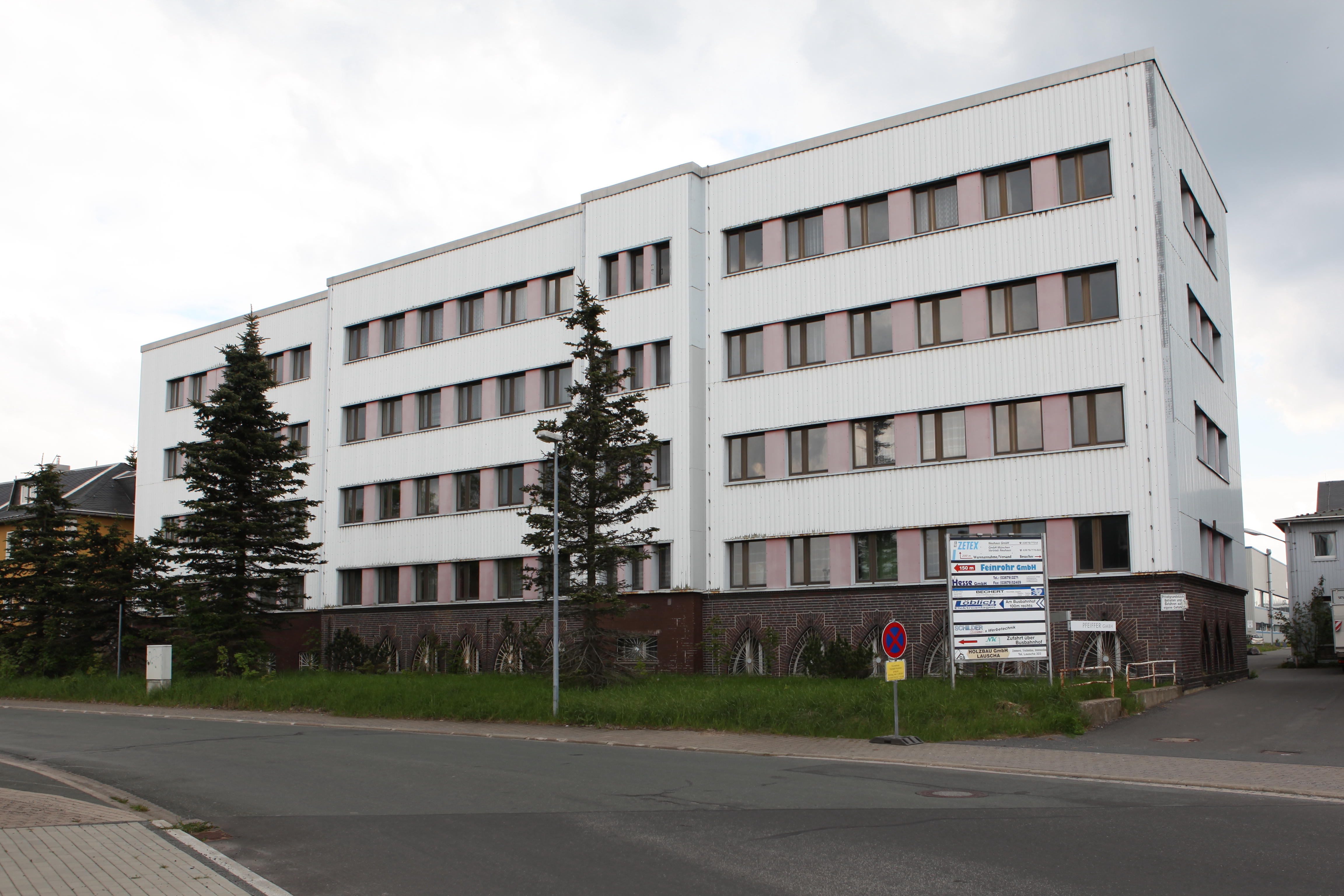
Ehemaliges Verwaltungsgebäude des Telefunken-Röhrenwerkes

Im Rahmen der Aufrüstung der Wehrmacht entstand von 1935 bis 1937 ein Telefunken-Elektronenröhrenwerk. Der Konzern, damals das führende deutsche Rüstungsunternehmen auf dem Gebiet der elektronischen Kriegsführung, machte sich die technologischen Erfahrungen der Glasbläser der Region für die aufkommende Radartechnik nutzbar. Während des Zweiten Weltkrieges mussten mehr als 600 Frauen und Männer aus Russland, der Ukraine, Polen, Frankreich, den Niederlanden, Belgien und Tschechien im Elektronenröhrenwerk der Telefunken GmbH, in der Glasfabrik Müller & Co., der Stadtverwaltung und bei der Firma Rudolf Heinz & Co. Zwangsarbeit verrichten.

Kurz vor Kriegsende wurde am 11. April 1945 der alte Ortskern im Artilleriefeuer der vorrückenden Truppen der 11. Panzerdivision der 3. US-Armee vollständig zerstört. Mit dem Rathaus gingen weitere 33 Häuser in Flammen auf, 10 Menschen starben. 

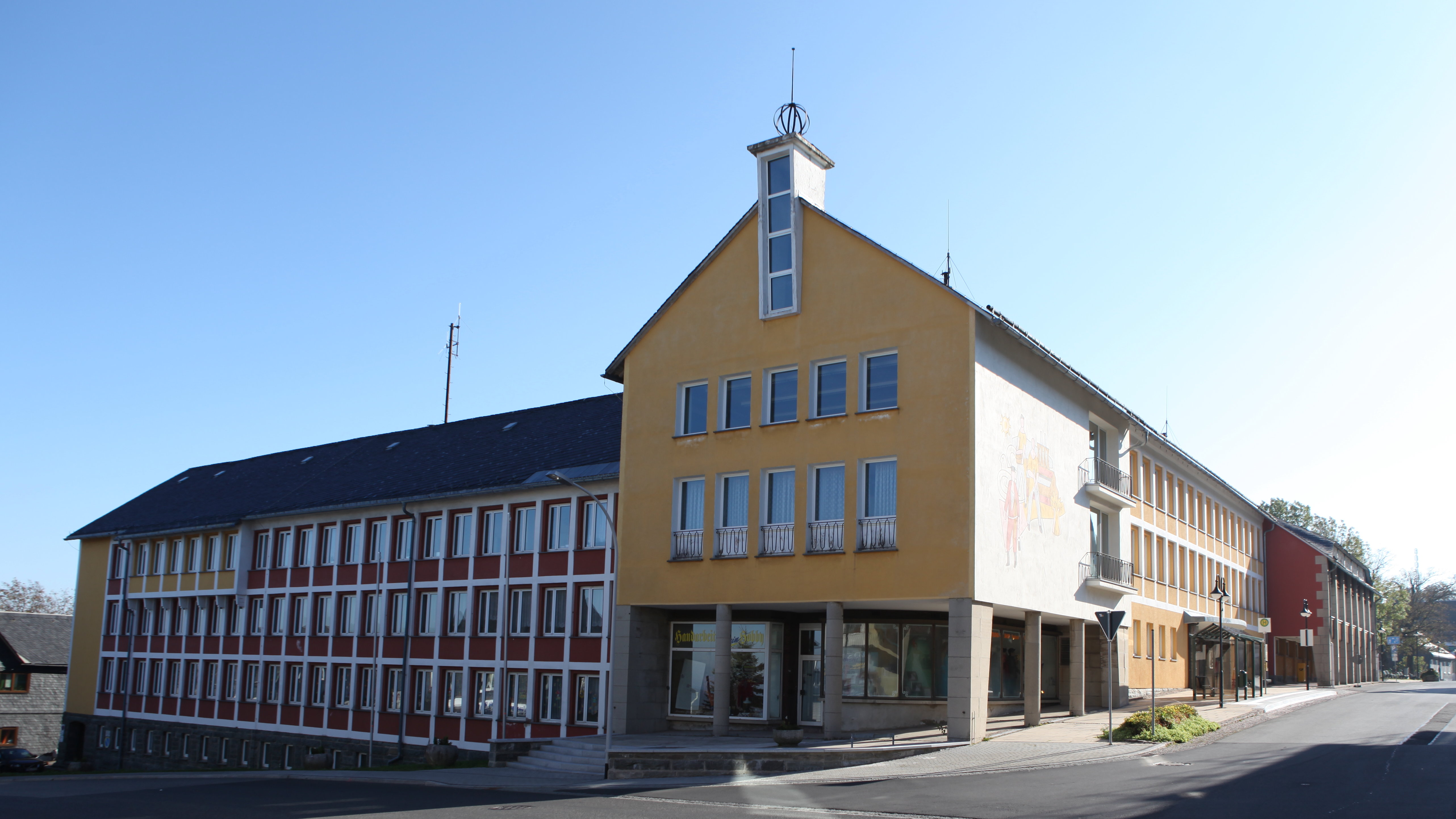
Ehemaliges Verwaltungsgebäude des Rates des Kreises Neuhaus am Rennweg

Von 1952 bis 1994 war Neuhaus Kreisstadt des Kreises Neuhaus, bis 1990 im Bezirk Suhl. Es war die höchstgelegene und kleinste Kreisstadt der DDR. An der Stelle des zerstörten Ortszentrums wurden die Gebäude der Kreisverwaltung und das der SED-Kreisleitung sowie ein Kulturhaus errichtet. Im Jahr 1980 folgte die Einweihung der Schwimmhalle „Am Rennsteig“, im Jahr 1988 die Fertigstellung des Kreiskrankenhauses.
Aus dem Telefunken-Elektronenröhrenwerk ging der VEB Röhrenwerk „Anna Seghers“, später VEB Mikroelektronik Neuhaus, hervor. Er beschäftigte Arbeiter und Angestellte aus dem ganzen Kreisgebiet, zeitweise bis zu 3000 Mitarbeiter, und zog Spezialisten aus anderen Teilen der DDR und Vertragsarbeiter aus dem, so im zeitspezifischen Sprachgebrauch bezeichneten, befreundeten sozialistischen Ausland, aus Ungarn, Kuba und Vietnam an. Mit der Öffnung der Märkte im Zuge der Wiedervereinigung waren die Produkte der Mikroelektronik der DDR der internationalen Konkurrenz ausgesetzt und nicht mehr absetzbar, das Werk wurde geschlossen. Als Erbe der ehemaligen Kreisstadt gibt es in Neuhaus ein Gymnasium, ein Hallenbad und das Medinos-Krankenhaus sowie mehrere Erholungsheime.
Zum 1. Dezember 2011 wurde die ehemals selbstständige Gemeinde Steinheid mit ihren Ortsteilen Limbach und Neumannsgrund eingegliedert. Am 1. Januar 2013 folgte die Eingliederung der Gemeinden Scheibe-Alsbach und Siegmundsburg und am 1. Januar 2019 die der bisher zum Landkreis Saalfeld-Rudolstadt gehörenden Gemeinden Lichte und Piesau als Ortsteile in die Stadt Neuhaus am Rennweg.

## Politik
Die Stadt Neuhaus am Rennweg ist erfüllende Gemeinde für die Gemeinde Goldisthal. Im Landesentwicklungsplan 2004 ist Neuhaus als teilfunktionales Mittelzentrum Neuhaus am Rennweg/Lauscha ausgewiesen. Im Zuge der Gebietsreform in Thüringen begannen die Städte Lauscha und Neuhaus, die Bedingungen zur Bildung einer Einheitsgemeinde zu prüfen. Eine Fusion wurde allerdings Anfang 2017 angesichts der hohen Verschuldung beider Städte für gescheitert erklärt, obwohl das Land fast 2 Millionen Euro an Beihilfen in Aussicht gestellt hatte.

### Stadtrat
Seit der Kommunalwahl am 26. Mai 2024 setzt sich der Stadtrat von Neuhaus am Rennweg wie folgt zusammen:
| \| Partei \| Sitze \| \| ---------------------------------- \| ------ \| \| CDU \| 6 (−1) \| \| AfD \| 5 (+2) \| \| Freie Wählergemeinschaft Rennsteig \| 5 (+2) \| \| LINKE \| 3 (−2) \| \| SPD \| 1 (±0) \| | Sitzverteilung im Stadtrat Neuhaus am Rennweg seit 2024Insgesamt 20 Sitze - Linke: 3 - SPD: 1 - FWR: 5 - CDU: 6 - AfD: 5 |
| Partei | Sitze |
| CDU | 6 (−1) |
| AfD | 5 (+2) |
| Freie Wählergemeinschaft Rennsteig | 5 (+2) |
| LINKE | 3 (−2) |
| SPD | 1 (±0) |

Ortsteilbürgermeister:
- Lichte: Holger Koch (Parteilos), 96,3 %
- Scheibe-Alsbach: Jens Rothe (CDU), 56,0 %
- Siegmundsburg: Sven Lochner (Freie Wählergemeinschaft Rennsteig), 98,9 %
- Steinheid/Limbach/Neumannsgrund: Roman Koch (CDU), 87,0 %
- Piesau: Karsten Kopp (Piesauer Vereine), 68,0 %

(Stand: Kommunalwahl am 26. Mai 2024)
Bei der Wahl des Bürgermeisters wurde Amtsinhaber Uwe Scheler mit 97,4 % der Stimmen wiedergewählt. Die Wahlbeteiligung betrug 55,1 %.

### Städtepartnerschaften
Seit 1990 besteht eine Partnerschaft mit Dietzenbach in Hessen.

### Wappen
|                                                                                        | Blasonierung: „In Gold eine wachsende, bewurzelte, schwarz umrandete, goldene Buche, den oberen Schildrand berührend, begleitet vorn von einer schwarzen ‚16‘, hinten von einer schwarzen ‚07‘.“ |
| Wappenbegründung: Die Buche und die Jahreszahl 1607 stehen für die Gründung des Ortes. | |

## Kultur und Sehenswürdigkeiten

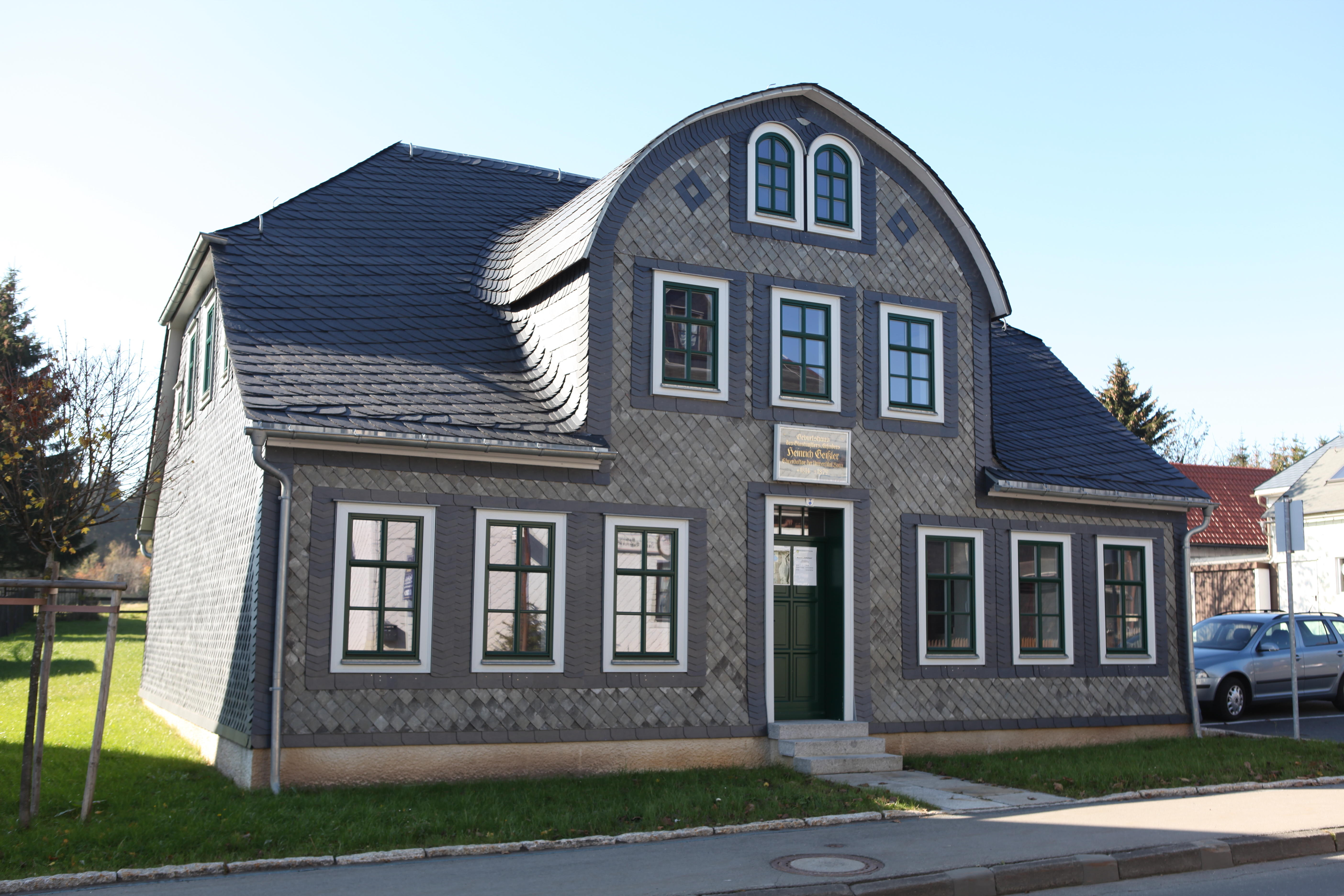
Heimatmuseum Geißlerhaus

Im Stadtbereich zählt die 1892 eingeweihte Stadtkirche zu den Sehenswürdigkeiten, sie ist eine der größten Holzkirchen in Thüringen. Das Museum Neuhaus am Rennweg zeigt die historische Entwicklung der Stadt und das Heimatmuseum Geißlerhaus, in dem Geburtshaus von Heinrich Geißler, einem Pionier des Glasapparatebaus, der Vakuumtechnik und Elektrizitätslehre behandelt die Geschichte der lokalen Glasver- und -bearbeitung bis heute.
Etwas außerhalb in Richtung Steinheid, in Bernhardsthal, auf der Fläche der ehemaligen Tafelglashütte Greiner gegr. 1829 nahe dem Rennsteig, befindet sich das Freibad. Unweit davon, tief im Wald, findet man die Wüstung Glücksthal. Nicht weit davon, im Tal der Steinach, ist der Bach zum Wächtersteich aufgestaut. Das Aufstauen der Steinach diente dazu, Holzscheite nach Unterlauscha zu flößen.

### Gedenkstätten
- Gedenkkapelle für die Gefallenen und Vermissten beider Weltkriege in der Stadtkirche. Die aus Naturstein gefertigten Namenstafeln der im Ersten Weltkrieg gefallenen Igelshieber wurden beim Abriss des Ehrenmals zur DDR-Zeit gerettet und 2008 restauriert in den Boden der Gedenkkapelle eingelassen. Die Namen der anderen Gefallenen aus allen Ortsteilen von Neuhaus finden sich auf Tafeln an den Wänden der Kapelle.
- Sowohl eine Kleingartenanlage mit ihrer Namensgebung „Otto Engert“ als auch ein dort errichteter Gedenkstein erinnern an den kommunistischen Bürgermeister und Widerstandskämpfer, der im Januar 1945 in Dresden ermordet wurde.
- An der Eisfelder Straße wird in einer Parkanlage mit einem Denkmal der Opfer des Faschismus gedacht.
- Am Großen Mittelbach (50° 31′ 31,9″ N, 11° 6′ 29,3″ O), 2,5 Kilometer nordwestlich von Neuhaus, liegt das Franzosengrab. Es ist die Ruhestätte eines unbekannten französischen Soldaten, der 1813 von Holzhauern dort tot gefunden und an Ort und Stelle begraben wurde. Während auf dem Grabstein mit dem 19. November 1813 das Datum des letzten Tages der Völkerschlacht bei Leipzig steht, vermerkt das Kirchenbuch von Katzhütte als Sterbeeintrag den 29. November 1813.[18]

### Musik

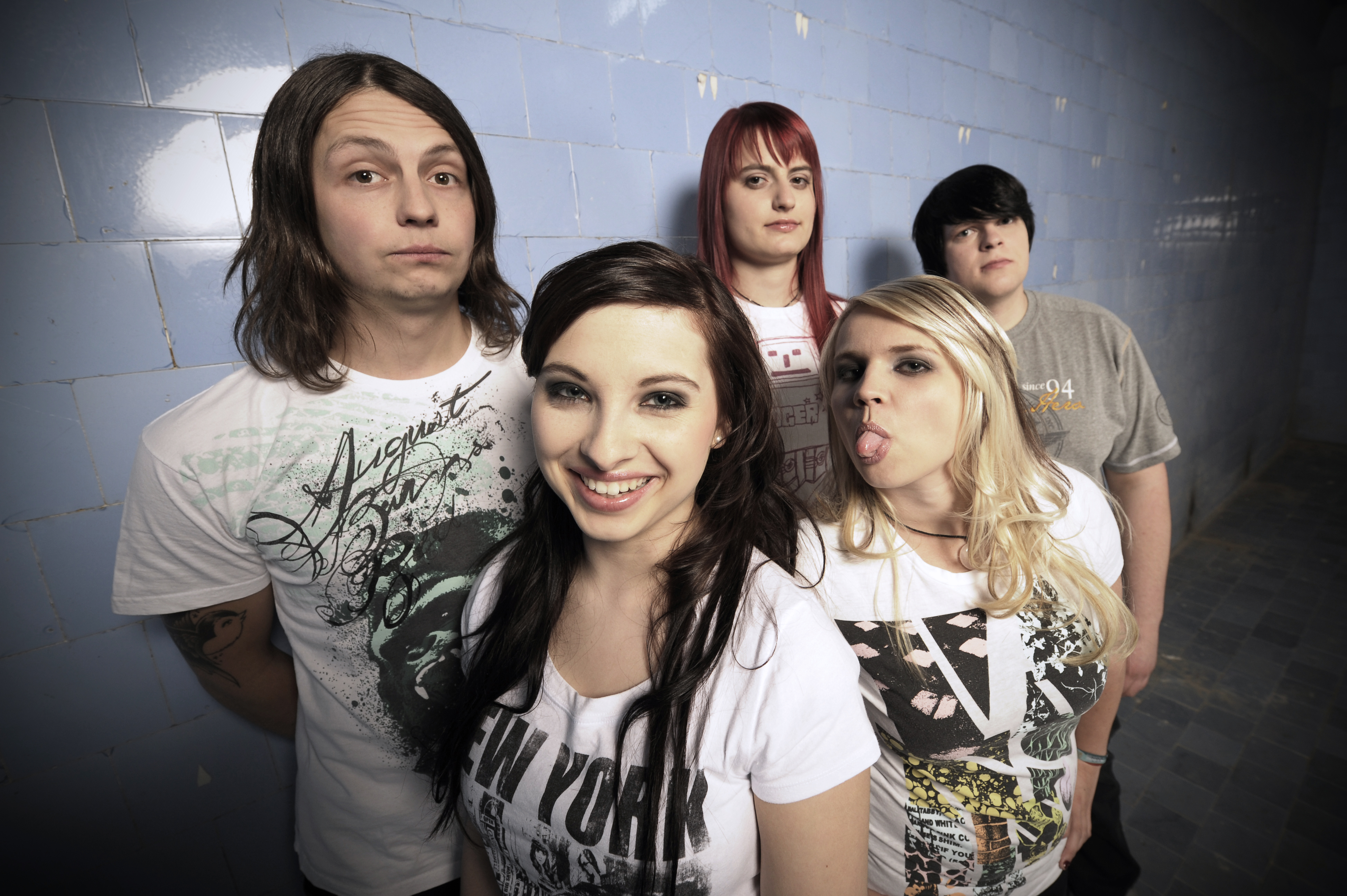
Revolving Door

Um das Röhrenwerk „Anna Seghers“ entstand nach dem Zweiten Weltkrieg eine lebendige Kultur- und Musikszene. Das Volkstanzensemble des Röhrenwerks war das größte und erfolgreichste des Bezirkes Suhl und besteht noch heute als Folkloreensemble. In den 1980er Jahren entstanden Amateur-Rock- und Popbands wie „von oom“ und „JoJo“, im Umfeld der Musikschule Neuhaus am Rennweg Formationen der volkstümlichen Musik wie die „Gruppe Kantholz“ und das „Lehrerdoppelquartett“, später „Rennsteigvocalisten Ernstthal“. Heute reicht die Bandbreite von Volksmusikinterpreten wie „Hans im Glück“, die Partybands „Die Herrnhäuser“, „Black-X-Miller“, die „Kirsch-Formation“ und die „Partyband Hess“ (Siegmundsburg), die „Rock-Tigers“ und „Cornamusa“ bis zur Alternative-Rock-Band „Revolving Door“.
Auftrittsort ist das Kulturhaus Neuhaus am Rennweg.

## Wirtschaft und Infrastruktur

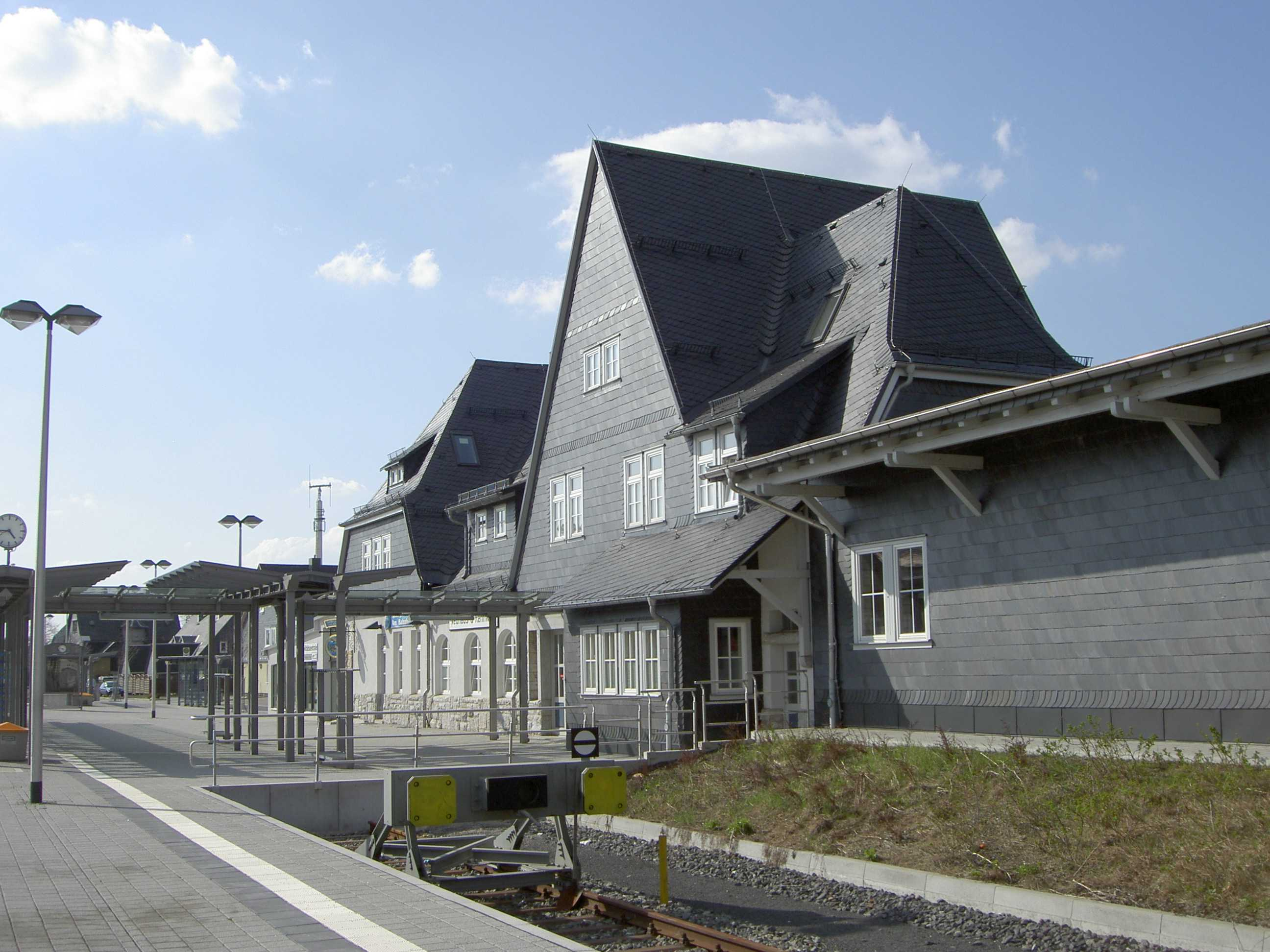
Der Bahnhof von Neuhaus

Neuhaus entstand im Zusammenhang mit der Gründung einer Glashütte. Die Glasindustrie stellt seit jeher die wichtigste Industrie der Stadt dar. Außerdem spielt der Tourismus eine wichtige Rolle. Neuhaus ist ein staatlich anerkannter Erholungsort.

### Verkehr
Neuhaus liegt an der Bundesstraße 281, die von Saalfeld nach Eisfeld führt. Des Weiteren führen noch Straßen nach Katzhütte, Oberweißbach und Lauscha. Unmittelbar am Bahnhof besteht eine Zentrale Omnibushaltestelle, von der aus mehrere Omnibuslinien betrieben werden, unter anderem nach Saalfeld, Steinach, Probstzella, Katzhütte und Goldisthal. Eine Stadtverkehrslinie erschließt den Ortsteil Schmalenbuche sowie den Nachbarort Ernstthal am Rennsteig.
Seit 1913 besitzt Neuhaus über die Bahnstrecke Probstzella–Neuhaus am Rennweg einen Eisenbahnanschluss. Der Bahnhof Neuhaus am Rennweg ist mit 830 m ü. NN der höchstgelegene Bahnhof in Thüringen und einer der höchstgelegenen Regelspurbahnhöfe in Deutschland. Der Personenverkehr wurde am 16. März 1968 vorerst eingestellt. Im August 2001 erwarb die Thüringer Eisenbahn (ThE) als Infrastrukturbetreiber den Bahnhof samt Gelände von der Deutschen Bahn AG und begann mit der Sanierung von Empfangsgebäude und ehemaligem Güterschuppen sowie der Umgestaltung der Gleisanlagen samt Bahnsteigneubau. Der Bahnhof ist einer der wenigen in Deutschland, die sich im Eigentum eines privaten Eisenbahninfrastrukturunternehmens befinden. Zudem ist es der erste von der ThE betriebene Bahnhof in Thüringen. Seit dem 14. Dezember 2002 wird der Bahnhof von der Süd-Thüringen-Bahn über Ernstthal nach Sonneberg wieder fahrplanmäßig im Reiseverkehr bedient.

### Gesundheitswesen
In der Stadt befand sich bis zur Schließung Ende 2024 das Regiomed Klinikum Neuhaus.

### Bildungseinrichtungen
Grundschulen gibt es in Neuhaus und Steinheid. Eine Gemeinschaftsschule, ein Gymnasium und ein staatliches, regionales Förderzentrum befinden sich zusätzlich in Neuhaus.

## Ehrenbürger
- Albin Kuhles (1905–1972), Kommunalpolitiker, Ehrenbürgerschaft 1969
- Albin Schaedel (1905–1999), Glaskünstler, Ehrenbürgerschaft 1994
- Engelbert Schoner (1906–1977), Maler und Briefmarkengestalter
- Kurt Wallstab (1920–2002), Glasgestalter, Ehrenbürgerschaft 1995

## Persönlichkeiten
- Samuel Friedrich Diez (1803–1873), Hofmaler und Hofrat in Meiningen
- Friedrich Zange (1846–1931), Pädagoge und evangelischer Theologe
- Max Kröckel (1901–1986), Sportler in den nordischen Skidisziplinen
- Werner Amberg (1929–2014), Politiker (SPD)
- Gotthold Bley (* 1929), Rechtswissenschaftler an der Akademie für Staats- und Rechtswissenschaften der DDR
- Bernd Müller-Pathle (1940–2019), Kaufmann und Politiker, Abgeordneter im Thüringer Landtag
- Andreas Kramß (* 1962), Leichtathlet
- Mark Kirchner (* 1970), Biathlet
- Manuela Henkel (* 1974), Skilangläuferin
- Steffen Kania (* 1974), Politiker
- Ronny Hornschuh (* 1975), Skispringer, Trainer
- Torsten Ziegner (* 1977), Fußballspieler, Trainer
- Niclas Castello (bürgerlicher Name Norbert Zerbs) (* 1978), zeitgenössischer Künstler
- Melanie Berger (* 1982), Politikerin (AfD), Mitglied des Stadtrats von Neuhaus
- Mark Weschenfelder (* 1982), Jazzmusiker
- Toni Wachsmuth (* 1986), Fußballspieler
- Danny Queck (* 1989), Skispringer
- Maximilian Pommer (* 1997), Fußballspieler
- Pauline Eichhorn (* 1998), Skispringerin
- Lara Schmidt (* 1999), Synchronsprecherin, Werbesprecherin und Social-Media-Managerin